# Рене Флеминг
Рене Флеминг (на английски: Renée Fleming) е американска оперна и джаз певица, лирично сопрано.

## Биография
Родена е на 14 февруари 1959 г. в град Индиана в щата Пенсилвания в семейство на преподаватели по музика. Има една сестра. Р. Флеминг завършва Нюйоркския държавен университет в Потсдам в щата Ню Йорк. По време на студентските си години пее в джаз трио извън корпуса на университета. Саксофонистът Илиной Джакет я кани да участва в турнето на своя биг бенд, но Флеминг отказва. Вместо това тя завършва консерваторията „Ийстмън“ към Рочестърския университет.
През 1988 г. изпълнява ролята на графинята от „Сватбата на Фигаро“ на Моцарт, поставена в Хюстънската Гранд опера, и това ѝ носи голям успех. През 1989 г. дебютира в Кралската опера в Лондон и Нюйоркската опера, а през 1991 г. — в Метрополитън опера. През 1997 г. дебютира в Операта на Бастилията.